# Lusofobia
La lusofobia, también llamada antilusitanismo, consiste en la hostilidad contra Portugal, el pueblo portugués o la lengua y la cultura portuguesas.

## Etimología
El término está formado por la unión de la palabra luso, que al igual que el sustantivo "lusitano", deriva de la Lusitania, la antigua provincia romana que comprendía lo que actualmente corresponde al Centro y el Sur de Portugal, así como la Extremadura española, mientras que "fobia" es un término derivado de Fobos, en griego antiguo φόβος, «pánico» que significa "miedo de".
El concepto opuesto es lusofilia.

## Contexto histórico

### Brasil
Durante el siglo XIX y también antes, en el siglo XVIII durante la Guerra de los Mascates, este término se usó para describir el sentimiento nacionalista brasileño, con políticos liberales y jacobinistas de Río de Janeiro y Pernambuco luchando por la reducción de la importancia de los inmigrantes portugueses en la economía local, pese a que irónicamente, casi todos fueran descendientes lusitano-brasileños.
Después de la abdicación de D. Pedro I de Brasil en 1831, en favor de su hijo Pedro II de Brasil, los negros pobres, incluyendo los esclavos, llevaron a cabo motines antiportugueses en las calles de las grandes ciudades de Brasil.

## Ejemplos modernos

### Reino Unido
En 2007, tres años después de la desaparición de la niña británica Madeleine McCann en la Playa de la Luz, en la región de Algarve, en el sur de Portugal, muchos medios de comunicación de Reino Unido escribieron artículos altamente críticos de contenido con "un toque de xenofobia arrogante". También se ha dado el caso de algunos medios de comunicación han intentado fomentar un tipo de sentimiento antiportugués con intentos de introducir ideas que promuevan un boicot contra Portugal como destino de vacaciones para británicos, si bien esto no tuvo gran impacto en la opinión pública en general, dado que un gran número de turistas provenientes de Reino Unido visitaron Portugal después de los hechos. Tanto es así que se consideró un récord, ya que la estimación de visitantes de británicos para ese año se situó en aproximadamente 2 millones de turistas en vacaciones en el territorio portugués en 2007. Notables artículos antiportugueses escritos por Tony Parsons recibieron un número récord de quejas en el Press Complaints Commission ese año.